# Thomas J. Mabry
Thomas Jewett Mabry, född 17 oktober 1884 i Carlisle County, Kentucky, död 23 december 1962 i Albuquerque, New Mexico, var en amerikansk domare och politiker (demokrat).
Mabry studerade först vid University of Oklahoma och senare juridik vid University of New Mexico. Han var delegat till New Mexicos konstitutionskonvent 1910. Han var chefsdomare i New Mexicos högsta domstol 1939–1946 och delstatens guvernör 1947–1951.